# یواس‌اس اسپارو (ای‌ام‌سی-۳۱)
یواس‌اس اسپارو (ای‌ام‌سی-۳۱) (به انگلیسی: USS Sparrow (AMc-31)) یک کشتی بود که طول آن ۸۳ فوت (۲۵ متر) بود. این کشتی در سال ۱۹۲۹ ساخته شد.